# تماهي إسقاطي
التماهي الإسقاطي أو التعريف الاسقاطي أو التماثل الإسقاطي (بالإنجليزية: Projective identification)‏ هو مصطلح عرضه ميلاني كلاين ويقوم على مفهوم فرويد للإسقاط النفسي، ويمثل التماهي الاسقاطي خطوة أبعد من الاسقاط المجرد، يقول آر دي لينج «الشخص لا يستخدم غيره (الطرف الآخر) على أنه خطاف يعلق عليه الاسقاط، بل يسعى جاهد ليجد في الآخر أو يحثه لأن يصبح تجسيدا للإسقاط». ومن ثم فإن المشاعر التي لا يمكن الوصول إليها بصورة واعية تسقط بصورة دفاعية علي الشخص الآخر بغرض التمكن من استحضار هذه الأفكار أو المشاعر التي تم اسقاطها.
التماهي الاسقاطي يمكن استخدامه كنوع من الدفاع، وكوسيلة للتواصل، وكشكل بدائي من العلاقة، أو كطريقة للتغيير النفسي؛ ويستخدم لتخليص النفس من الأجزاء غير المرغوب فيها أو السيطرة على الآخر، وباختصار فإن التماهي الاسقاطي هو إسقاط الرغبات علي الشخص المقابل ثم الاعتراف بها بداخله، فمثلا الزوجة التي تريد خيانة زوجها ولا تستطيع أن تعترف بذلك أمام نفسها، فإنها تقوم بإسقاط هذه الرغبة علي زوجها وتتهمه بأنه هو الذي يريد خيانتها، وبعد أن تسقط عليه التهمة تقوم بالاعتراف بها أمام نفسها، وهذا الاعتراف المصاحب للاسقاط يعرف بالتماهي الاسقاطي.